# Рудная Пристань (порт-пункт)
Рудная Пристань — порт-пункт в Приморском крае России.
Местонахождение морского терминала: Дальнегорский район, п. Рудная Пристань.
Через порт экспортируется продукция крупнейших градообразующих предприятий Дальнегорска (горно-металлургический комплекс «Дальполиметалл», горно-обогатительный комбинат «Бор», стивидорная компания по экспорту леса ООО «Форест Карго») в страны Азиатско-Тихоокеанского региона.

## История
Известно, что во время первой мировой войны «порт-пункт Рудная Пристань обеспечивал вывоз за границу от 1,5 до 2 млн пудов строевого леса».
- В 1978 году для перегрузки навалочных, лесных и генеральных грузов в поселке Рудная Пристань построен причал № 2.[2]
- В 1979 году построен причал № 1, предназначенный для перегрузки генеральных грузов.

## Достопримечательности
В двух километрах от порта Рудная Пристань находится археологический памятник, носящий то же имя. До 1972 года его называли Тетюхе (Тетюхэ) или Тетюхе-Пристань (Тетюхэ-Пристань). Также неподалёку от посёлка находится обнаруженный археологами древний торговый порт Бохая.